# Trnovec pri Slovenski Bistrici
Trnovec pri Slovenski Bistrici je naselje v Občini Slovenska Bistrica.